# Inspektorat Krotoszyn Armii Krajowej
Inspektorat Krotoszyn Armii Krajowej – terenowa struktura Okręgu Poznań Armii Krajowej.

## Skład organizacyjny
Struktura organizacyjna podana za Atlas polskiego podziemia niepodległościowego:
- Obwód Krotoszyn
- Obwód Gostyń (struktura szkieletowa)
- Obwód Rawicz (struktura szkieletowa)